# Irpicaceae
Irpicaceae is een familie van schimmels behorend tot de orde van Polyporales. Het typegeslacht is Irpex.

## Geslachten
De familie Irpicaceae bestaat uit de volgende geslachten:
- Australohydnum - 1 soort
- Byssomerulius - 10 soorten
- Ceriporia - 57 soorten
- Cytidiella - 3 soorten
- Efibula - 20 soorten
- Flavodon - 2 soorten
- Gloeoporus - 29 soorten
- Hydnopolyporus - 1 soort
- Irpex - 99 soorten
- Leptoporus - 22 soorten
- Meruliopsis - 12 soorten
- Resiniporus - 2 soorten
- Trametopsis - 3 soorten